# جان باتيست تشاربونيير
جان بابتيست شاربونييه ، ولد جان بابتيست فريزال شاربونييه في20 ماي 1840 أو 1842 في لا كانورج ( لوزر ) وتوفي يوم16 في كاريما ( تنجانيقا ) ، هو مبشر كاثوليكي فرنسي لجمعية الإرساليات الإفريقية وكان النائب الرسولي في تنجانيقا ( تنزانيا حاليًا) وأول أسقف تم ترسيمه في البلاد. كما أنها المرة الأولى التي يتم فيها ترسيم أسقف في إفريقيا الاستوائية .

## سيرة شخصية
ولد جان بابتيست فريزال شاربونييه في 20 ماي 1840 أو 1842 في لا كانورج في لوزر . شهد القرن التاسع عشر الزخم الكبير للإرساليات المسيحية العظيمة، التي يشارك فيها العديد من رجال الدين في أبرشية مندي. تم ترتيبه بين الآباء البيض الجدد (الجمعية التي أسسها شارل مارسيال لافيجيري ) بتاريخ22 ماي 1869وبالتالي غادر إلى أفريقيا السوداء. تم تعيينه مديرًا لكلية جمعية الإرساليات الإفريقية في Maison Carrée .
ال3 من أكتوبر 1884 أعلنت البعثات الكاثوليكية أنه يجب تكريس اسقف وتعيين نائب رسولي لتنجانيقا . تم تكريس صديقه ليون ليفيناك أسقفًا16 سبتمبر نائبا رسوليا والمعين لفيكتوريا نيانزا. انطلق الاثنان مع مجموعة من المبشرين الآخرين إلى مرتفعات إفريقيا الاستوائية على ضفاف بحيرة فيكتوريا ، وهي دولة لم يتم التبشير بها بعد.
تم تنصيب الأب شاربونييه في بعثة كاريما، شرق بحيرة تنجانيقا ، عندما وصل النقيب جوبير2222 نوفمبر 1886 نوفمبر 1886 في الطريق لمساعدة محطة مبالا (التي أسسها الكابتن ستورمز ) عبر البحيرة. جوبير، الذي عينه الأب بريدو، النائب العام لجمعية الإرساليات الإفريقية، مكث هناك لعدة أشهر للدفاع عن البعثة من هجمات تجار العبيد المسلمين.
وصل أخيرًا إلى مبالا يوم20 مارس 1887 ويعثر على الأب إسحاق معين الذي شكل قوة شرطة تحت قيادة محارب من جماعة روجا روجا، باسم كانسابالا. نصب الأب شاربونييه الكابتن جوبيرت كقائد مدني وعسكري للمنطقة التي عاش فيها أكثر من عشرين ألف نسمة في دائرة نصف قطرها ثلاثة أيام من المسيرة. تطارد العصابات المسلحة العبيد شرق البحيرة في مارونغو، بما في ذلك عصابة مالك العبيد محمدي، والقبطان له علاقة كبيرة بقواته الصغيرة. بدا القتال حتى في22 مارس في مقابي، مما أسفر عن مقتل ثلاثة من جانب محمدي وجرح واحد من جانب جوبير. حدث تدخل آخر في نوفمبر ضد تاجر رقيق آخر. شنت فرقة أخرى هجومًا في عام 1888 وهُزمت. خشي الأب فرانسوا كولبويس (1851-1920) ، أحد المبشرين في مبالا، من انتقام تجار العبيد وعارض جوبير الامر

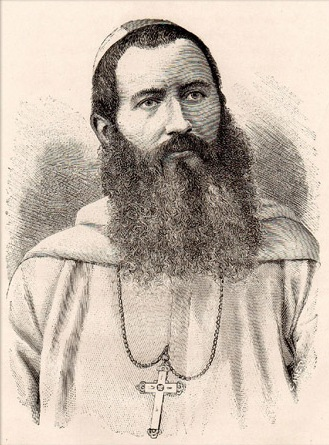
بورتريه لجان بابتيست شاربونيير

في غضون ذلك، تم تعيين الأب تشاربونيير أسقفا في partibus من أوتيك (أوتيكا، المدينة التونسية ) والنائب الرسولي في النهاية من تنجانيقا ، و14 ، المكرسة على 24 août24 أغسطس من نفس العام M ليفيناك  ، في كنيسة بعثة كيبالابالا. ومع ذلك، ظل قليلًا جدًا في المنصب، منذ وفاته في الربيع16 . خلفه الأب ليونسي بريدو، بينما تم تنصيب الأب كولبويس في نيابة جمهورية الكونغو العليا.

## مذكرات ومراجع
1. ↑  Jacques Casier, Le Royaume chrétien de Mpala : 1887 - 1893, in: Souvenirs Historiques No 13, Nuntiuncula, Bruxelles, 1987 نسخة محفوظة 2016-03-06 على موقع واي باك مشين.
2. ↑  Futur supérieur général de la Société des missions africaines